# O Monge
O Monge (em inglês: The Monk: A Romance) é um romance gótico de Matthew Gregory Lewis, escrito em 1795, antes de seu vigésimo aniversário, e publicado em 1796 em três volumes. Escrito no início da carreira de Lewis, foi publicado antes de ele completar vinte anos, e ele omitiu seu nome da primeira edição. Conta a história de um monge católico virtuoso que cede aos seus impulsos lascivos, desencadeando uma cadeia de eventos que o deixam condenado. É um excelente exemplo do tipo de gótico especializado em horror.
Após a publicação, o romance provou ser escandaloso. Os leitores ficaram chocados com seu conteúdo sexualmente explícito e temas de estupro e incesto, levando-o a se tornar indiscutivelmente o romance gótico mais controverso do século XVIII. Houve protestos públicos, mas o romance foi extremamente popular. Com o tempo, Lewis passou a sentir que sua escrita era de mau gosto. Edições posteriores foram fortemente censuradas pelo próprio autor.
O Monge é considerado parte do cânone literário gótico, um precursor dos populares romances góticos do século XIX e uma influência no gênero de terror moderno. Foi adaptado ou inspirou significativamente uma série de peças, filmes, e escritos.

## Enredo
A história gira em torno de um monge devoto, Ambrósio, que é tentado a quebrar seus votos sagrados quando um jovem, Rosário, revela que ele é uma mulher, também conhecida como "Matilda", e vai ao mosteiro se disfarça de freira para se aproximar dele. Preso entre dois enredos fortes—um deles sendo uma luta entre desejo sexual e integridade religiosa—Ambrósio logo sucumbe às tentações que ele tentou evitar durante toda a sua vida. É um dos romances góticos mais importantes de seu tempo, frequentemente imitado e adaptado para o palco e a tela.

### Ambrósio, o monge
Ambrósio foi deixado em uma abadia em Madri quando criança e agora é um monge famoso e celebrado. Uma jovem linda e virtuosa, Antônia, vai ouvir um de seus sermões e conhece Lorenzo, que se apaixona por ela.

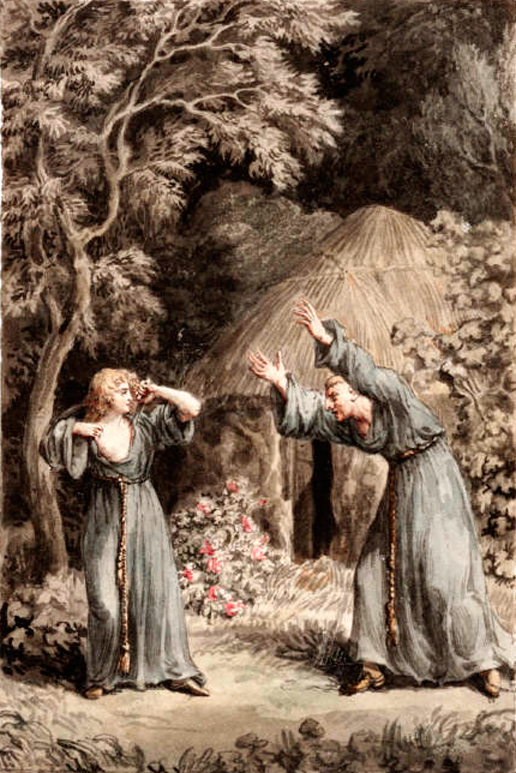
Ambrósio vê os seios expostos de Matilda no jardim do monastério (Charles Reuben Ryley, aquarela)

O amigo mais próximo de Ambrósio entre os monges, Rosário, revela que ele é uma mulher chamada Matilda, que se disfarçou para ficar perto de Ambrósio. Enquanto colhia uma rosa para ela, Ambrósio é mordido por uma serpente e fica mortalmente doente. Matilda cuida dele. Quando ele se recupera, Matilda revela que ela sugou o veneno da ferida de Ambrósio e agora está morrendo. No momento de sua morte, Matilda implora para que ele faça amor com ela, e ele concorda relutantemente. Após fazer sexo com Ambrósio, Matilda realiza um ritual no cemitério que a cura do veneno. Ela e Ambrósio continuam a ser amantes secretos, mas Ambrósio se cansa dela.
Ambrósio conhece Antônia e imediatamente se sente atraído por ela. Ele começa a visitar a mãe de Antônia regularmente, esperando seduzi-la. Enquanto isso, Lorenzo garantiu a bênção de sua família para seu casamento com Antônia. Matilda diz a Ambrósio que ela pode ajudá-lo a ganhar os encantos de Antônia, da mesma forma que ela foi curada do veneno: bruxaria. Ambrósio fica inicialmente horrorizado, mas concorda. Matilda e Ambrósio retornam ao cemitério, onde Matilda chama Lúcifer, que parece jovem e bonito. Ele dá a Matilda um galho mágico de murta, que permitirá que Ambrósio abra qualquer porta, bem como estuprará Antônia sem que ela saiba. Ambrósio usa o galho mágico para entrar no quarto de Antônia. Ele está prestes a estuprá-la quando a mãe de Antônia chega e o confronta. Em pânico, Ambrósio a mata e retorna à abadia, insatisfeito em sua luxúria e horrorizado por ter se tornado um assassino.
Antônia, aflita pela morte de sua mãe, vê o fantasma de sua mãe. Ela desmaia e Ambrósio é chamado para ajudar. Matilda ajuda Ambrósio a adquirir uma mistura que colocará Antônia em um coma mortal. Enquanto cuida de Antônia, Ambrósio administra o veneno, e Antônia parece morrer. Ele leva Antônia para a cripta sob o convento, onde ela acorda de seu sono drogado e Ambrósio a estupra. Depois, ele fica tão enojado com Antônia quanto estava com Matilda, que chega para avisá-lo que o convento está pegando fogo devido a um motim (causado pelos eventos da história de Raimundo e Agnes). Antônia tenta escapar, e Ambrósio a mata.
Ambrósio e Matilda são levados perante a Inquisição. Matilda confessa sua culpa e é sentenciada à morte. Antes de ser executada, ela vende sua alma ao diabo em troca de sua liberdade e sua vida. Ambrósio insiste em sua inocência e é torturado. Ele é visitado por Matilda, que lhe diz para entregar sua alma a Satanás. Ambrósio novamente proclama sua inocência, mas quando confrontado com tortura, ele admite seus pecados de estupro, assassinato e feitiçaria e é condenado a queimar. Em desespero, Ambrósio pede a Lúcifer para salvar sua vida, que lhe diz que será ao custo de sua alma. Ambrósio reluta em desistir da esperança do perdão de Deus, mas Lúcifer lhe diz que não há nenhum. Após muita resistência, Ambrósio assina o contrato. Lúcifer o transporta de sua cela para o deserto. Lúcifer o informa que a mãe de Antônia, a quem ele assassinou, também era sua mãe, tornando Antônia sua irmã, adicionando aos seus crimes o pecado de incesto. Ambrósio então descobre que aceitou o acordo de Lúcifer apenas momentos antes de ser perdoado. Lúcifer revela que há muito tempo seu plano era ganhar a alma de Ambrósio, e Matilda era um demônio que o ajudava. Finalmente, Lúcifer aponta a brecha no acordo que Ambrósio fez: Ambrósio só pediu para sair de sua cela. Lúcifer carrega Ambrósio para o céu e o joga nas pedras abaixo. Ambrósio sofre por seis dias antes de morrer sozinho e condenado pela eternidade.

### Raimundo e Agnes
A irmã de Lorenzo, Agnes, é uma freira na abadia próxima que está romanticamente envolvida com Raimundo, filho de um marquês. Ambrósio ouve a confissão das freiras no convento de Agnes. Quando Agnes confessa que está grávida de um filho de Raimundo, Ambrósio a entrega à prioresa de sua abadia para punição.
Lorenzo confronta Raimundo sobre seu relacionamento com sua irmã Agnes. Raimundo conta sua longa história. Raimundo estava viajando pela Alemanha quando quase foi morto por bandidos. Ele evitou ser morto e resgatou uma baronesa que também estava viajando. Visitando a baronesa depois, Raimundo se apaixonou por sua sobrinha Agnes. No entanto, a baronesa estava apaixonada por Raimundo; quando ele recusou seus avanços, ela fez arranjos para enviar Agnes para um convento. Raimundo e Agnes fizeram planos para fugir antes que Agnes deixasse o castelo de sua tia para o convento. Agnes planejou se vestir como a Freira Sangrenta, um fantasma que assombrava o castelo e saía de seus portões à meia-noite. Raimundo acidentalmente fugiu com o fantasma real da Freira Sangrenta. Exorcizar o fantasma da Freira Sangrenta exigiu a ajuda do Judeu Errante. Quando Raimundo estava livre, ele encontrou Agnes no convento. Lá, ele seduziu Agnes. Quando ela descobriu que estava grávida, ela implorou que ele a ajudasse a escapar.
Quando Raimundo termina sua história, Lorenzo concorda em ajudá-lo a fugir com Agnes. Ele adquire uma bula papal liberando Agnes de seus votos como freira para que ela possa se casar com Raimundo. No entanto, quando ele mostra para a Prioresa, ela diz a Lorenzo que Agnes morreu vários dias antes. Lorenzo não acredita, mas depois de dois meses, não há mais nenhuma palavra sobre Agnes. Eventualmente, para tentar encontrar Agnes, o servo de Raimundo se disfarça de mendigo e vai até o convento, onde Madre St. Úrsula lhe dá um bilhete que diz a Raimundo para mandar o cardeal prender a Prioresa pelo assassinato de Agnes.
Durante uma procissão em homenagem a Santa Clara, a Prioresa é presa. Madre Santa Úrsula descreve publicamente a morte de Agnes pelas mãos das irmãs. Quando a multidão da procissão ouve que a Prioresa é uma assassina, eles se transformam em uma multidão revoltada. Eles matam a Prioresa, atacam outras freiras e incendeiam o convento. Na confusão, Lorenzo encontra um grupo de freiras e uma jovem chamada Virginia escondidas na cripta. Lorenzo descobre uma passagem que leva a uma masmorra, onde encontra Agnes, viva e segurando o corpo morto do bebê que ela deu à luz enquanto estava abandonada na masmorra. Com a ajuda de Virginia, Lorenzo resgata Agnes e as outras freiras da cripta.

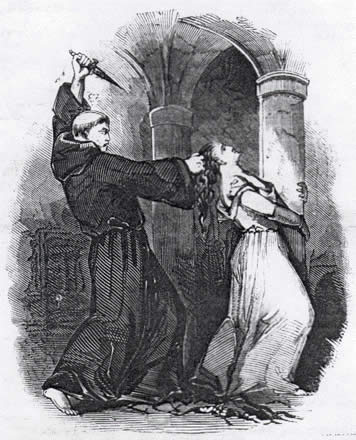
Ambrósio mata Antônia

Virgínia visita Lorenzo enquanto ele se recupera de sua dor e os dois se tornam mais próximos. Agnes conta a história de sua experiência miserável na masmorra. Agnes e Raimundo se casam, e o casal deixa Madri para o castelo de Raimundo, acompanhados por Lorenzo e Virgínia, que também acabam se casando.

## Personagens
- Agnes de Medina é a irmã mais nova de Don Lorenzo e amante de Don Raimundo. Sua mãe adoeceu enquanto estava grávida de Agnes e jurou mandá-la para o convento se ela a desse à luz em segurança. Ela é uma jovem virtuosa que pretende se casar com Don Raimundo, mas seus pais querem que ela se torne freira, então ela decide fugir com ele. Seus planos são frustrados e, pensando que Don Raimundo a abandonou para sempre, ela entra no convento.
- Ambrósio é um monge capuchinho extremamente devoto de cerca de 30 anos. Ele foi encontrado abandonado na porta da Abadia quando era muito jovem para contar sua história. Os monges o consideram um presente da Virgem Maria e o educam no mosteiro.[10]
- Antônia Dalfa é uma garota tímida e inocente de 15 anos. Ela foi criada em um velho castelo em Múrcia com apenas sua mãe Elvira e, portanto, é muito protegida. Ela é o objeto das atenções de Don Lorenzo. Os personagens malignos do romance são considerados mais bem escritos do que os virtuosos, e o personagem de Antônia é tão virtuoso que alguns a acharam "mortalmente maçante".[11]
- Elvira Dalfa é a mãe de Antônia e Ambrósio. Ela se casou com um jovem nobre em segredo. A família dele não a aprova e por isso ela e o marido fogem para as Índias, deixando seu filho de 2 anos para trás. Depois de 13 anos, quando Antônia é muito jovem, seu marido morre e ela retorna para Múrcia, onde vive com uma mesada dada a ela por seu sogro.
- Leonella Dalfa é irmã de Elvira e tia solteirona de Antonia. Ela imediatamente não gosta de Ambrósio depois de ouvir seu sermão.[12] Ela acredita que as atenções educadas de Don Christoval são mais significativas do que realmente são e fica magoada quando ele não aparece em sua casa. Ela eventualmente se casa com um homem mais jovem e vive em Córdova.
- Don Lorenzo de Medina Celi é o irmão mais velho de Agnes e amigo de Don Raimundo e Don Christoval. Imediatamente intrigado por Antônia após conhecê-la no sermão de Ambrósio, Don Lorenzo resolve se casar com ela.
- Matilda é primeiramente conhecida como Rosário, o jovem rapaz que admira Ambrósio "com um respeito que se aproxima da idolatria".[13] Rosário é levado ao Mosteiro por um estranho rico e bem vestido, mas não se sabe muito mais sobre seu passado. Ele sempre se esconde sob seu capuz e depois revela que ele é na verdade Matilda, uma bela jovem que ama Ambrósio. Matilda "amava" Ambrósio antes mesmo de entrar para o mosteiro (quando menino) e, portanto, solicitou uma pintura dela como Madona para ser dada a Ambrósio, que está pendurada em seu quarto. Ela seduz Ambrósio e auxilia na destruição de Antônia com magia. A personagem Matilda foi altamente elogiada por Coleridge como a obra-prima de Lewis, e é considerada "primorosamente imaginada"[14] e "superior em maldade ao mais perverso dos homens."[15] Embora ela seja considerada por alguns críticos como a mais inteligente, articulada e interessante,[16] ela é difícil de caracterizar. O enredo do romance depende de ela ser uma força sobrenatural com poderes mágicos,[17] mas ela começa como humana. Ela diz a Ambrósio que o ama quando pensa que ele está dormindo e chora lágrimas "involuntárias" quando percebe que ele não se importa mais com ela. Essas passagens, juntamente com a pressa com que o romance foi escrito, parecem indicar "que Lewis mudou de ideia no decorrer da narrativa".[18]
- A Prioresa, também conhecida como Madre Santa Ágata, pune Inês severamente para defender a honra do convento de Santa Clara. "Viciosamente cruel em nome da virtude",[11] ela mantém Inês prisioneira nas masmorras abaixo do convento com apenas pão e água suficientes para sustentá-la, mas não nutri-la. A prioresa circula a história da morte de Inês para todos, incluindo os próprios parentes de Inês. Ela é espancada até virar uma polpa sangrenta pela multidão que se reúne para homenagear Santa Clara quando percebem que ela é responsável pela suposta morte de Inês. Ela também é a inspiração para a Abadessa de San Stephano em O Italiano de Radcliffe.[19]
- Don Raimundo, Marquês de las Cisternas é filho de um Marquês e também é conhecido como Alphonso d'Alvarada. Ele toma o nome de Alphonso quando seu pai, a pedido de seu amigo, o duque de Villa Hermosa, o aconselha que tomar um novo nome permitirá que ele seja conhecido por seus méritos e não por sua posição. Ele viaja para Paris, mas acha os parisienses "frívolos, insensíveis e insinceros"[20] e parte para a Alemanha. Perto de Estrasburgo, ele é forçado a procurar acomodações em uma casa de campo depois que sua chaise supostamente quebra. Ele é o alvo do ladrão Baptiste, mas com a ajuda da esposa de Baptiste, Marguerite, Raimundo consegue salvar a si mesmo e à Baronesa Lindenberg. Grata, a Baronesa convida Don Raimundo para ficar com ela e seu marido em seu castelo na Baviera.
- Donna Rodolpha, Baronesa de Lindenburg conhece Don Raimundo enquanto viaja para Estrasburgo. Ela está apaixonada por Don Raimundo e fica com ciúmes quando descobre que Don Raimundo está apaixonado por sua sobrinha, Agnes. Ela pede para ele deixar o Castelo de Lindenberg e depois fala mal de seu caráter.
- Madre St. Úrsula auxilia no resgate de Agnes. Ela é testemunha dos crimes da Prioresa e sem ela, Don Lorenzo não seria capaz de acusar a Prioresa.
- Theodoro é o pajem de Don Raimundo. Ele gosta de escrever poesia e é autor dos poemas "Amor e Idade" e "O Rei da Água". Depois de ler "Amor e Idade", Don Raimundo aponta as falhas na peça, que podem ser falhas que Lewis notou em seu próprio trabalho.[18] Longe de ser o personagem de servo fiel e inabalável,[21] Theodoro desempenha um papel fundamental em fazer a trama avançar, ajudando com os planos de Don Raimundo de escapar com Agnes. O personagem de Theodoro também fornece prenúncios por meio de seus poemas. Seus poemas são paralelos à ação da história. Por exemplo, em seu poema "O Rei da Água", o destino da adorável empregada prenuncia o de Antônia.[22] Além disso, Theodoro também tem uma semelhança impressionante com outros personagens em outras obras de Lewis, incluindo Leolyn em One O'clock (1811) e Eugene em "Mistrust" de Romantic Tales (1808).[23]
- Virgínia de Villa-Franca, introduzida no final da história, é uma jovem bela e virtuosa parente da Prioresa que representa Santa Clara na Procissão. Virginia cuida da doente Agnes até ela recuperar a saúde e, assim, conquista o afeto de Lorenzo. Como Isabella em O Castelo de Otranto, ela é apresentada como uma parceira de casamento aceitável para Lorenzo, mas desempenha um papel não essencial na trama.[11]

## História da publicação

### Composição
Lewis disse que teve sua primeira inspiração para o romance a partir de um conto de Richard Steele chamado "The History of Santon Barsisa", que foi publicado no The Guardian em 1713. Lewis resumiu a história como o conto de "um homem santo levado pelo diabo à sedução e ao assassinato e enganado no momento da morte para perder sua alma". Em uma carta, Lewis afirmou ter escrito O Monge em dez semanas, mas outras correspondências sugerem que ele pelo menos o havia começado, ou algo semelhante, alguns anos antes.

### Primeira edição
A primeira edição de O Monge foi publicada em algum momento entre 1795 e 1796. Estudos mais antigos tendiam a um ano de publicação de 1795, mas como nenhuma cópia do livro com essa data pôde ser encontrada e porque fontes contemporâneas não começaram a anunciar ou referenciar a obra até março de 1796, a última data começou a ser preferida. Foi publicado anonimamente, exceto pelas iniciais de Lewis após o prefácio e foi muito elogiado pelos críticos no The Monthly Mirror de junho de 1796, bem como na Analytical Review.

### Segunda edição

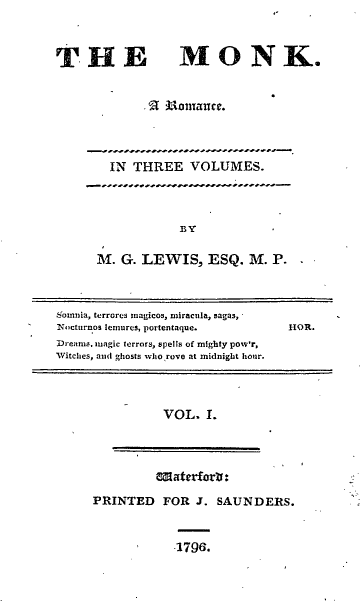
Edição de 1796, impressa na Irlanda

A primeira edição vendeu bem, e uma segunda edição foi publicada em outubro de 1796. As boas vendas e críticas da primeira encorajaram Lewis, e ele assinou a nova edição com seu nome completo, acrescentando "M.P." para refletir seu assento recém-adquirido na Câmara dos Comuns. O livro continuou a crescer em popularidade, mas em uma crítica de fevereiro de 1797 por um escritor da European Magazine, o romance foi criticado por "plágio, imoralidade, e extravagância selvagem".

### Quarta edição
Lewis escreveu ao pai em 23 de fevereiro de 1798, tentando fazer reparações: a controvérsia causada por O Monge foi uma fonte de angústia para sua família. Conforme registrado por Irwin: “vinte anos não é a idade em que a prudência é mais esperada. A inexperiência me impediu de distinguir o que deveria causar ofensa; mas assim que descobri que a ofensa foi causada, fiz a única reparação em meu poder: Revisei cuidadosamente a obra e expurguei cada sílaba na qual poderia ser fundamentada a mais leve construção de imoralidade. Isso, de fato, não foi uma tarefa difícil, pois a objeção repousava inteiramente em expressões muito fortes e palavras escolhidas descuidadamente; não nos sentimentos, personagens ou tendência geral da obra".

A quarta edição do romance foi publicada em 1798 e, de acordo com Peck, "não contém nada que possa pôr em risco a virtude mais frágil... Ele expurgou cada palavra remotamente ofensiva em seus três volumes, com atenção meticulosa à luxúria. Ambrósio, antes um violador, torna-se um intruso ou traidor; sua incontinência muda para fraqueza ou infâmia, sua luxúria para desejo, seus desejos para emoções. Tendo se entregado a excessos por três edições, ele cometeu um erro na quarta". Lewis escreveu um pedido de desculpas por O Monge no prefácio de outra obra, conforme registrado por Peck:
"Sem entrar na discussão se os princípios inculcados em "O Monge" estão certos ou errados, ou se os meios pelos quais a história é conduzida provavelmente causarão mais danos do que a tendência de produzir benefícios, declaro solenemente que, quando publiquei a obra, não tinha ideia de que sua publicação poderia ser prejudicial; se eu estava errado, o erro procedeu do meu julgamento, não da minha intenção. Sem entrar nos méritos do conselho que ele propõe transmitir, ou tentar defender (o que agora eu mesmo condeno) a linguagem e a maneira em que esse conselho foi transmitido, declaro solenemente que, ao escrever a passagem que diz respeito à Bíblia (que consiste em uma única página e a única passagem que já escrevi sobre o assunto), não tive a mais distante intenção de menosprezar as Escrituras Sagradas e que, se eu suspeitasse que ela produziria tal efeito, não teria escrito o parágrafo.

## Revisões

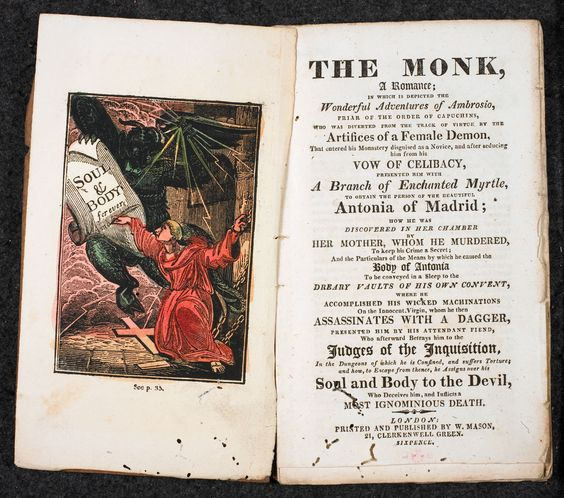
Frontispício de uma edição de 1818 pirateada e abreviada, enfatizando o conteúdo escandaloso

Samuel Taylor Coleridge escreveu um artigo na The Critical Review, no qual ele elogia e critica o romance. Ele reconhece que ele é "a prole de nenhum gênio comum" e que o "enredo... é habilidosamente e intimamente conectado com a história principal, e é subserviente ao seu desenvolvimento". No entanto, ele observa que "nós declaramos ser nossa opinião que o Monge é um romance, que se um pai visse nas mãos de um filho ou filha, ele poderia razoavelmente empalidecer".
Thomas James Mathias seguiu o exemplo de Coleridge em The Pursuits of Literature, um poema na tradição satírica do século XVIII, mas vai um passo além de Coleridge ao afirmar que uma passagem específica tornava o romance indiciável por lei. A passagem, encontrada no Capítulo Sete Volume II, discute uma interpretação da Bíblia como muito obscena para os jovens lerem.
Essas duas peças principais abriram caminho para uma infinidade de outros ataques ao romance, de fontes como a Monthly Review, a Monthly Magazine e a Scots Magazine; a última delas atacou o romance seis anos após sua publicação. Era uma tendência geral entre aqueles que criticavam, no entanto, oferecer elogios a algum aspecto do romance. "Parecia", escreve André Parreaux, "que todo crítico ou revisor do livro, não importa o quão hostil fosse, se sentia compelido a pelo menos prestar homenagem à genialidade de Lewis."
As críticas ao seu romance, estendendo-se até mesmo às críticas à sua pessoa, nunca abandonaram verdadeiramente Lewis, e um ataque ao seu caráter foi publicado pelo Courier postumamente, chamando-se de uma "estimativa justa de seu caráter". Conforme registrado por MacDonald: "Ele dedicou os primeiros frutos de sua mente à propagação do mal, e toda a longa colheita foi queimada ... Há uma moral na vida deste homem ... Ele era um profanador imprudente da opinião pública; um devasso, ele não se importava com quantas coisas seriam desfeitas quando ele abrisse a cortina de sua devassidão; ele havia infectado sua razão com a crença insolente de que o poder de corromper fazia o certo, e que a consciência poderia ser ridicularizada, contanto que ele pudesse fugir da lei. O Monge era um mal eloquente; mas o homem que o compôs sabia em sua alma que estava preparando veneno para a multidão e, com esse conhecimento, ele o enviou ao mundo".
Houve aqueles que defenderam O Monge também. Joseph Bell, editor do romance, passou metade de seu ensaio Imparcial Strictures on the Poem Called "The Pursuits of Literature" and Particularly a Vindication of the Romance of "The Monk" defendendo Lewis; Thomas Dutton, em seu Literary Census: A Satirical Poem, retaliou contra Mathias e elogiou Lewis; Henry Francis Robert Soame comparou Lewis a Dante em seu The Epistle in Rhyme a M. G. Lewis, Esq. M. P..
"Garantias de que O Monge não era tão perigoso quanto seus inimigos sustentavam não conseguiram diminuir seu sucesso com o público leitor", escreve Peck. "Disseram a eles que o livro era horrível, blasfemo e obsceno, e eles correram para testar sua moralidade". De fato, a popularidade do romance continuou a crescer e, em 1800, havia cinco edições em Londres e duas em Dublin.

## Manuscritos
Um manuscrito original está nas coleções do Museu Wisbech & Fenland, na Ilha de Ely.
O Museu W&F recebeu uma doação de £ 7.222 em 2022 para a conservação e digitalização do manuscrito de O Monge de M.G. Lewis, que faz parte da Coleção Townshend.

## Temas principais

### Luta contra a tentação
Ambrósio exibe traços de arrogância e luxúria bem no início do romance. É explicado que "ele [Ambrósio] os dispensou [os monges] com um ar de superioridade consciente, no qual a aparência de humildade combatia com a realidade do orgulho. Similarmente, "ele fixou seus olhos na Virgem... Deus gracioso, devo então resistir à tentação? Não devo negociar por um único abraço a recompensa dos meus sofrimentos por trinta anos?" Ambas as passagens mostram explicitamente as forças conflitantes, isto é, as escolhas morais que rugem dentro de Ambrósio. Sua natureza o instrui a exultar-se acima dos outros e a desejar a Virgem Maria, enquanto suas inclinações religiosas, ou pelo menos sua consciência de sua posição dentro da igreja, o comandam à humildade e à castidade. Ambrósio começa a se desviar de sua conduta sagrada quando encontra Matilda, uma personagem revelada no final do romance como uma emissária de Satanás. A história de Ambrósio foca na tentação que se torna extrema pela opressão de sua criação. Todas essas circunstâncias são consistentes com o modelo clássico do conto moral e, fiel à sua forma, uma vez que Ambrósio é tentado ao pecado, ele entra em uma espiral de desejo crescente, que o leva à transgressão e culmina na perda de sua salvação eterna e seu terrível assassinato nas mãos do diabo.
Esse padrão de ações perversas que levam a consequências ruins é exatamente o que se espera de um conto de moralidade e se reflete em outros romances góticos. Por exemplo, o trabalho de Lewis é frequentemente discutido em conjunto com o de Ann Radcliffe. Robert Miles escreve que "Ann Radcliffe e Matthew Lewis foram os dois romancistas góticos mais significativos da década de 1790, uma estimativa de sua importância compartilhada por seus contemporâneos." De fato, as repercussões de ações malévolas e egoístas são representadas extraordinariamente bem em The Romance of the Forest, de Radcliffe. O Marquês da história foi levado ao assassinato pelo "título de seu irmão... e riquezas que o capacitariam a satisfazer suas inclinações voluptuosas". Semelhante a Ambrósio, o Marquês foi tentado e sucumbiu ao pecado, o que o colocou em um caminho perverso que o levou à vergonha pública e ao suicídio.

### O triunfo do mal
Matilda é o catalisador do mal em O Monge, enquanto Ambrósio luta contra as tentações às quais ela o expõe. O primeiro triunfo do mal visto no romance ocorre depois que Matilda salvou a vida de Ambrósio sugando veneno de uma picada de cobra. Quando Ambrósio descobre sobre seu suposto sacrifício altruísta, ela consegue explorar sua gratidão. Para salvar Matilda, Ambrósio deve quebrar os votos que manteve por toda a sua vida e se expor ao mal. Ao longo da história, Matilda usa piedade, luxúria, e inocência como armas, quebrando as crenças que Ambrósio usou para se definir. O resto da história é o resultado da influência de Matilda sobre Ambrósio enquanto ela o conduz por pecados progressivamente imperdoáveis—estupro, assassinato, e bruxaria—até que ele finalmente entrega sua própria alma ao diabo. Os muitos atos horríveis da história e suas consequências para outros personagens também são vitórias do mal, mas o ápice do mal é a renúncia total de Ambrósio às suas crenças quando ele oferece sua alma ao diabo.

### Danos a inocentes
Lewis também se desvia do que é tipicamente esperado de contos de moralidade quando inclui o sacrifício de pessoas inocentes nos últimos capítulos do romance. Como resultado dos vícios pessoais de Ambrósio, tanto Elvira quanto Antônia são mortas. Elvira encontra Ambrósio, "o homem que Madrid estima um santo... a esta hora tardia perto do sofá da minha infeliz criança" à beira de cometer estupro e Ambrósio a assassina para impedi-la de revelar seus crimes. Elvira não era culpada de nenhum crime e, ao longo do romance, estava comprometida com o bem-estar de sua família e de sua filha em particular. Da mesma forma, Antônia é assassinada para impedi-la de alertar os Oficiais da Inquisição sobre os crimes de Ambrósio. Antônia também não merece seu destino, pois sempre foi uma filha leal e uma mulher honesta ao longo do romance.
Outro romance gótico em que a busca de um indivíduo por uma gratificação dos sentidos leva à ruína de outros é Vathek, de William Beckford. No romance, o califa Vathek tenta sacrificar cinquenta crianças a um demônio para ganhar seu favor. Sem piedade, ele "empurrou os pobres inocentes para o abismo [aberto ao inferno]". Similarmente, em O Necromante de Lawrence Flammenberg, uma vila inteira é sacrificada a uma tropa de bandidos que ficam furiosos com a revelação de seu esconderijo. O líder do grupo explica que "os aldeões ainda não foram punidos... por tê-los ajudado, mas eles não escaparão de sua condenação." É certo que Vathek pode ser mais facilmente identificado como um conto de moralidade, mas O Necromante alerta contra os efeitos perniciosos de um sistema legal desprovido de misericórdia. Um criminoso declara durante sua confissão que sua vida "dará uma lição útil aos juízes e ensinará os guardiões do povo a serem cuidadosos ao infligir punições, se não quiserem transformar muitos infelizes em completos libertinos..."

### Temas anticatólicos
O Monge é um dos muitos romances góticos que criticam a Igreja Católica e a tradição católica. Na época do romance gótico, os ingleses eram, até certo ponto, institucionalmente anticatólicos. Personagens como a abadessa perversa, a freira impura e o monge lascivo representam o anticatolicismo nu projetado pelo gótico. A condenação de Lewis à Igreja é aparente ao longo do romance em sua caracterização dos religiosos católicos. Ambrósio e a Prioresa representam tudo o que é visto como errado com a Igreja Católica. O voto de celibato, que muitos escritores protestantes da época condenaram como antinatural, é apresentado como contribuindo significativamente para a sexualidade reprimida de Ambrósio, o que por sua vez leva aos atos hediondos que ele comete contra Antônia. A quebra de voto de Agnes é vista pela Prioresa como um crime imperdoável, o que a leva a punir Agnes tão severamente. Blakemore argumenta que, na Inglaterra, a demonização sexual do aberrante "Outro" católico era parte integrante da formação ideológica da identidade nacional protestante inglesa."
Lewis também parece zombar da superstição católica por meio do uso da iconoclastia repetidamente ao longo do romance, como quando Lorenzo move uma estátua da virgem Santa Clara para revelar a câmara em que Agnes está sendo mantida prisioneira. Essa desmistificação de ídolos faz pouco caso da superstição católica em relação a estátuas e objetos sagrados. O tratamento de Lewis à Igreja Católica mostra claramente que ele abriga sentimentos negativos sobre as atividades da Igreja.
A falta de divindade mostrada ao longo do romance não é exclusiva de O Monge. Zeluco, de John Moore, foca nas tramas nefastas de um único homem que não consegue controlar suas paixões. Como Ambrósio, a disposição de Zeluco é mostrada bem cedo no romance como desagradável. Em sua juventude, Zeluco "agarrou-o [seu pardal de estimação] com a mão e, enquanto ele lutava para se libertar, com uma maldição ele apertou o pequeno animal até a morte". Zeluco continuamente gratifica seus vícios para seu descrédito e desonra, e, como em O Monge, seus pecados se acumulam, culminando no infanticídio de seu único filho. Ao contrário de Ambrósio, no entanto, Zeluco não tem demônios físicos o estimulando, mas sim seu apetite insaciável pelo pecado.

### Sexualidade pecaminosa
A Freira Sangrenta, que aparece na subtrama de Raimundo e Agnes, simboliza o pecado dos desejos eróticos. Raimundo a confunde com sua amante, Agnes, porque ela está velada e ele não consegue ver seu rosto. O véu que "esconde e inibe a sexualidade vem pelo mesmo gesto para representá-la." Tanto Antônia quanto Matilda usam véus para proteger sua virgindade e inocência e é esperado que Agnes também cubra o rosto por esse motivo quando ela conhece Raimundo. Entretanto, a remoção do véu revela a Freira Sangrenta, morta e punida por causa de seus pecados. Enquanto ela estava viva, ela era uma prostituta e uma assassina antes de ser assassinada por seu amante. Sua história é a primeira que recebemos de como ceder aos desejos sexuais leva à morte e à inquietação eterna. Raimundo espera encontrar o rosto lindo e virgem de Agnes sob o véu, mas, em vez disso, encontra a morte. Sua revelação conecta a perda da virgindade e a entrega aos desejos sexuais com morte e punição. Tanto a Freira Sangrenta quanto Ambrósio começam piedosos, mas depois caem presas de seus desejos sexuais. Ambrósio já cedeu ao seu desejo por Matilda e a história da Freira Sangrenta contada na subtrama prenuncia sua queda posterior com Antônia e sua punição eterna nas mãos do diabo.

### A realidade do sobrenatural
A Freira Sangrenta também introduz o mundo do sobrenatural em O Monge. O sobrenatural é algo "que está acima da natureza ou pertence a um reino ou sistema superior ao da natureza". Esta introdução traz outro elemento gótico ao livro. Até este ponto, o enredo se baseou em elementos naturais do sublime para invocar o terror esperado de um romance gótico. A entrada da Freira Sangrenta transforma este mundo natural em um mundo onde o sobrenatural é possível. Quando ela entra na carruagem de Raimundo, "Imediatamente nuvens espessas obscureceram o céu: Os ventos uivavam ao nosso redor, os relâmpagos brilhavam e o trovão rugia tremendamente". A natureza está reconhecendo a presença de uma força sobrenatural.
Quando Agnes conta a Raimundo a história de como o fantasma da Freira Sangrenta assombra o Castelo de Lindenberg, Raimundo pergunta se ela acredita na história e ela responde "Como você pode fazer uma pergunta dessas? Não, não, Alphonso! Tenho motivos demais para lamentar a influência da superstição para ser sua vítima". Não é até que a Freira Sangrenta aparece para Raimundo à noite que a ideia da existência do sobrenatural começa a se tornar realidade. A aparição do Judeu Errante coincide com esta primeira instância do sobrenatural. Ele pode ver a Freira Sangrenta, provando que ela não é uma invenção da imaginação de Raimundo. Suas habilidades sobrenaturais dão acesso à história da Freira Sangrenta e fornecem plausibilidade à existência do sobrenatural. Ele também tem o poder de libertar Raimundo da presença dela. A confirmação posterior do tio de Raimundo sobre a existência do Judeu Errante permite que toda a história seja tomada como fato. Isso estabelece a realidade do sobrenatural e estabelece as bases para o uso posterior de magia por Matilda e sua interação com Ambrósio com espíritos malignos.

### Características da Revolução Francesa
Não está claro de que lado Lewis estava quando se tratava da Revolução Francesa; no entanto, uma coisa é certa: ele foi influenciado por ela, como visto em seu trabalho. Por exemplo, Ambrósio é um monge devoto que acredita ser incapaz de erro humano e se encontra prisioneiro dos desejos lascivos de seu coração. Ainda assim, a força de vontade que ele exemplifica para reprimir seus desejos representa os problemas durante a Revolução Francesa—uma luta por liberdade e opressão. Ronald Paulson escreve que o desejo de Ambrósio por liberdade sexual resulta na restrição das liberdades dos outros. "O Monge foi mantido no mosteiro por tanto tempo que, quando finalmente teve a oportunidade de se libertar, isso lhe custou seus votos sagrados de celibato." Além disso, a multidão enfurecida assassina as freiras por caírem em pecados sexuais, que é o mesmo ato do qual Ambrósio é culpado; Ronald acredita que Ambrósio é justificado por suas ações devido a ter sido mantido em cativeiro por tantos anos. Há uma semelhança com a agitação da Revolução Francesa quando as multidões enfurecidas assassinaram as freiras de St. Clara. Matthew Lewis usa ficção gótica para desempenhar um papel em O Monge ao reviver o terror, a surpresa e o horror da Revolução Francesa por meio das vidas de seus personagens.
Igualmente importante, o autor Daniel Watkins vê O Monge como significativo para a hierarquia social e pensa que devemos considerar a importância das classes sociais e suas violações ao longo do romance. O problema de Ambrósio com a sexualidade não é simplesmente uma questão de conduta moral, mas de direitos políticos. Por exemplo, ele discute como "Matilda nega reivindicações sociais e patriarcais sem mencionar classe, e mesmo que Ambrósio seja atraído por Matilda, ele busca preservar sua pureza sexual por causa do alto padrão de classe que ele representa." Portanto, Matthew Lewis não usa a sexualidade de Ambrósio no romance para levar o leitor a se concentrar em sua degradação moral, mas nos valores que foram incutidos nele desde o nascimento. Ambrósio se enredou em um sistema de classificação de classes, e deixar de aderir às suas regras resulta em colapso social. A hierarquia social retratada no romance de Matthew Lewis é significativa para a Revolução Francesa devido à sua percepção social dos personagens. Durante a década de 1700, o Reino da França estabeleceu o Antigo Regime, um termo para a estrutura social e política também conhecido como "Terceiro Estado", que era composto pelo clero, pela nobreza, e pelos plebeus. Em O Monge, vemos esse sistema de relações de classe. Lorenzo é um nobre rico, Ambrósio é o clérigo e Antônia é a camponesa. Durante a Revolução Francesa e no romance, esperava-se que cada classe da sociedade se comportasse de uma certa maneira e vivesse de acordo com os padrões de sua posição.
Matthew Lewis publicou O Monge quando a Revolução Francesa era associada ao horror e ao terror. Łowczanin afirma que "Lewis escreveu O Monge em resposta aos horrores que giravam em torno da guerra, que são vistos na forma como ele caracteriza as mulheres no romance. A atmosfera do romance se concentra nas convulsões políticas das ansiedades da época." Ele fala sobre como a igreja católica retratava as mulheres sempre buscando transmitir sua beleza, especialmente a Virgem Maria e outros santos, e como o romance buscava expor o catolicismo ao confiar nas imagens de mulheres. Para acrescentar, a Igreja e a Revolução usaram o corpo feminino como uma exibição de degradação. Por um lado, a mulher é uma representação da beleza e, por outro, é abusada na hora da revolta. Por exemplo, a outrora elegante e bela Prioresa é descrita no Capítulo 10 como espancada, disforme e repugnante—alguém cujo corpo sem vida foi arrastado pelas ruas de Madri. Como escreve Edmund Burke em Reflections on the French Revolution (1790), "Lewis representa o corpo feminino como embelezado e mutilado". Łowczanin acredita que os horrores da época afetaram a imaginação artística de muitos autores, levando-os a canalizar seus medos por meio de seus escritos. O termo gótico é usado metaforicamente e não literalmente porque muitos escritores buscaram mecanismos de enfrentamento para o que aconteceu na década de 1790.

## Adaptações
Embora não seja uma adaptação direta, o romance de 1815 de E. T. A. Hoffmann, Die Elixiere des Teufels (Os Elixires do Diabo), é baseado na ideia básica de O Monge e extrai muito de seus temas de corrupção de um monge de ascendência desconhecida, que é celebrado por seus sermões, seu envolvimento em um caso incestuoso e tentação pelo diabo. O trabalho de Lewis também é mencionado em um ponto por um personagem, que fala sobre tê-lo lido.
La nonne sanglante, uma peça de 5 atos de Auguste Anicet-Bourgeois e Julien de Mallian, que estreou em 16 de fevereiro de 1835 em Paris no Théâtre de la Porte Saint-Martin, era muito popular em sua época. A lendária atriz Mlle Georges criou o papel de Marie de Rudenz. O melodrama deriva seu título e certas imagens e motivos de O Monge.
Maria de Rudenz é uma ópera trágica de Gaetano Donizetti (1797–1848). O libreto de Salvadore Cammarano é baseado em uma peça francesa de 5 atos (1835), La nonne sanglante, de Auguste Anicet-Bourgeois e Julien de Mallian, um drama informado por motivos e imagens de O Monge. A ópera estreou no Teatro La Fenice em Veneza, em 30 de janeiro de 1838, com a soprano Carolina Ungher (1803–1877) cantando o papel homônimo.
La nonne sanglante (A Freira Sangrenta), livremente baseada em O Monge, é uma ópera em cinco atos de Charles Gounod com libreto de Eugène Scribe e Germain Delavigne. Escrita entre 1852 e 1854, foi produzida pela primeira vez em 18 de outubro de 1854 na Salle Le Peletier pela Ópera de Paris. A soprano Anne Poinsot criou o papel de Agnès.
Edward Loder usou a obra como base para sua ópera Raymond and Agnes de 1855.
O único romance completo do escritor francês Antonin Artaud leva o mesmo nome e é uma "tradução livre" da obra de Lewis.
Luis Buñuel e Jean-Claude Carrière tentaram filmar uma versão de O Monge na década de 1960, mas o projeto foi interrompido devido à falta de fundos. O amigo de Buñuel, o diretor grego Ado Kyrou, usou esse roteiro como base para sua versão cinematográfica de 1972. Le Moine (em português, O Monge) ostentava um elenco internacional com Franco Nero no papel-título. O filme também estrelou Nathalie Delon, Eliana de Santis, Nadja Tiller e Nicol Williamson.
Juan Tovar, autor mexicano, escreveu uma adaptação teatral "El Monje" em 1986. Ela foi originalmente planejada como um interlúdio para sua obra "O manuscrito encontrado em Saragoça" (adaptação do romance de mesmo nome de Jan Potocki).
Em 1990, O Monge foi produzido pela Celtic Films. Estrelou Paul McGann como o personagem-título, e foi escrito e dirigido por Francisco Lara Polop.
A história em quadrinhos da DC Comics de 1990, Batman: Gothic, de Grant Morrison e Klaus Janson, baseia-se fortemente e abertamente em O Monge, combinado com elementos de Don Giovanni, como inspiração para o enredo.
Uma adaptação cinematográfica, O Monge, foi feita pelo diretor franco-alemão Dominik Moll em 2011. Foi filmado em Santes Creus, Girona e Madrid e é estrelado por Vincent Cassel, Déborah François, Geraldine Chaplin, e Sergi López. As filmagens foram programadas para 12 semanas em abril de 2010. O filme foi lançado na França em 13 de julho de 2011, e no Reino Unido em 27 de abril de 2012.
Uma adaptação para o palco de Benji Sperring para a Tarquin Productions foi apresentada no Baron's Court Theatre, em Londres, de 16 de outubro a 3 de novembro de 2012.
Um dos três filmes de ficção exibidos no jogo eletrônico, Immortality de 2022 é uma adaptação do romance, chamado Ambrosio.

### Obras citadas
- Anderson, George K. The Legend of the Wandering Jew. Hanover: Brown University Press, 1991. Print.
- Coleridge, Samuel Taylor. "Review of The Monk by Matthew Lewis". The Norton Anthology of English Literature. 8th ed. Vol. D.Ed. Stephen *Greenblatt and M. H. Abrams. New York: W.W. Norton, 2006. Print.
- Irwin, Joseph James. M.G. "Monk" Lewis. Boston: Twayne, 1976. Print.
- Lewis, Matthew. The Monk. New York: Oxford University Press, 2008. Print.
- Miles, Robert. "Ann Radcliffe and Matthew Lewis." A Companion to the Gothic. Ed. David Punter. Oxford: Blackwell, 2000. Print.
- Macdonald, David Lorne. Monk Lewis: a Critical Biography. Toronto: University of Toronto, 2000. Print.
- Peck, Louis F. A Life of Matthew G. Lewis. Cambridge: Harvard UP, 1961. Print.
- Parreaux, André. The Publication of The Monk; a Literary Event, 1796–1798. Paris: M. Didier, 1960. Print.
- Railo, Eino. The Haunted Castle: A Study of the Elements of English Romanticism. London: Routledge & Sons, ltd, 1927. Print.